# Francisco Vito de Mendonça Corte-Real
Francisco Vito de Mendonça Corte-Real, mais conhecido por Dr. Francisco Vito de Mendonça Corte-Real (Lagos, 9 de Maio de 1876 - Lagos, 30 de Abril de 1943), foi um médico português.

## Biografia
Nasceu na freguesia de Santa Maria, filho de Francisco Pereira da Cunha Corte-Real e de Dália Teresa Luísa de Mendonça Corte-Real.
Após se ter formado na Escola Médico-Cirúrgica de Lisboa, exerceu clínica em Portimão, Faro e Lagos, tendo publicado diversos estudos.

## Homenagens
Após a sua morte, foi homenageado pelo professor Francisco Gentil, na Faculdade de Medicina de Lisboa.
A Câmara Municipal de Lagos colocou o seu nome numa rua na antiga Freguesia de Santa Maria, em Lagos.